# Kubuntu
Kubuntu è una distribuzione ufficiale di Ubuntu utilizzante l'ambiente desktop KDE invece che GNOME. È supportata dalle comunità di KDE e Kubuntu.org. Non va confusa con KDE neon, distribuzione derivata non ufficiale di Ubuntu, curata direttamente dal team di KDE.
Il nome 'Kubuntu' è la fusione del simbolo 'K' di 'KDE' con la parola 'ubuntu' che (in lingua zulu) significa 'umanità'.

## Storia
Kubuntu è nato il 10 dicembre 2004 durante la conferenza di Ubuntu a Matarò in Spagna. L'allora dipendente di Canonical, Andreas Müller, developer lead di Gnoppix, ebbe l'idea di fare una versione  KDE di Ubuntu ed ottenne l'approvazione di Mark Shuttleworth per iniziare la prima variante di Ubuntu, chiamata appunto Kubuntu. Nello stesso periodo Chris Halls del progetto OpenOffice e Jonathan Riddell del team KDE si associarono volontariamente al progetto appena nato.
La prima versione stabile sia di Ubuntu sia di Kubuntu, chiamata Hoary Hedgehog, è stata la 5.04 distribuita l'8 aprile 2005, per cui a differenza di Ubuntu ha una versione in meno, ovvero la 4.10 "Warty Warthog" (Facocero Verrucoso) distribuita il 20 ottobre 2004, questo perché, sebbene anche in Ubuntu questa versione sia stata considerata un "misto" tra Debian e nuovi pacchetti, gli sviluppatori preferirono puntare il loro lavoro solo sull'ambiente grafico GNOME.

## Caratteristiche
La release di una nuova versione avviene contestualmente alla release di una nuova versione di Ubuntu, e come tale è contrassegnata da una coppia di cifre YY.MM 'aggettivo animale' (dove YY rappresenta le ultime due cifre dell'anno di distribuzione e MM è il mese di rilascio). Finanziato dalle società Canonical Ltd (registrata nell'Isola di Man) e Blue Systems
, questo sistema è distribuito come software libero sotto licenza GNU GPL ed è gratuito e liberamente modificabile.
Kubuntu è disponibile sia come distribuzione Live, sia per installazione per la piattaforma AMD64 e il PowerPC fino al 2006. Vi sono anche delle build giornaliere dei CD, viene sviluppato in modo coordinato con Ubuntu e tutti i pacchetti sono condivisi nello stesso archivio e possono essere scaricati dall'apposito gestore pacchetti 'Discover'.

## Aggiornamenti
I programmi installati vengono gestiti attraverso un sistema centralizzato, detto gestione dei pacchetti, tipica di un sistema operativo GNU/Linux. Nello specifico anche Kubuntu utilizza APT, anch'esso "ereditato" da Debian.
Per l'utente questo sistema è trasparente.
Esso tiene traccia delle nuove versioni disponibili per ogni programma installato e li aggiorna di conseguenza.
Dopo l'aggiornamento non è necessario riavviare il computer, fatta eccezione per eventuali modifiche al kernel (il cuore del sistema operativo). Per aggiornare il sistema operativo, basta aprire il terminale e digitare il seguente comando nel Terminale (konsole): "sudo apt update && sudo apt full-upgrade"

## Sicurezza
Una caratteristica di Kubuntu, dovuta all'architettura GNU/Linux, è la sua resistenza a programmi dannosi come virus, adware, spyware o malware.
L'architettura di un sistema operativo GNU/Linux lascia, infatti, poca o nulla libertà d'azione a un programma nocivo.
Anche se un programma nocivo sfruttasse una falla, l'architettura del sistema operativo ne impedirebbe l'utilizzo, almeno nella stragrande maggioranza dei casi.
Inoltre questi programmi dannosi sono generalmente sviluppati per Microsoft Windows, che dispone di una più ampia diffusione.
L'utente utilizza un account con permessi limitati. Questo riduce la pericolosità dei programmi installati. Per eseguire compiti amministrativi viene richiesta la propria password per confermare l'operazione.
Scegliendo applicazioni libere dai repository ufficiali è molto improbabile trovare applicazioni malware, dato che l'eventuale codice nocivo verrebbe quasi certamente notato ed eliminato.

## I componenti, o repository, ufficiali
Tutto il software liberamente installabile su Kubuntu viene diviso in quattro grandi componenti (anche detti repository, in pratica una divisione in categorie).
Questi componenti sono gestiti dagli sviluppatori e permettono l'installazione di software partendo da un unico sito sicuro, senza dover cercare su internet.
Vengono anche chiamati Sorgenti Software e servono anche a evidenziare le differenze a livello di licenze e supporto disponibili.
I componenti ufficiali di Ubuntu sono Main, Restricted, Universe e Multiverse (rispettivamente Principale, Ristretto, Universo e Multiverso).
Una installazione classica include pacchetti appartenenti solo ai componenti Main e Restricted. Per installare gli altri componenti basta selezionarli nelle preferenze delle Sorgenti Software.

### Main
In questo componente è incluso solo software libero ed è pienamente supportato dal team di sviluppo.
Il software incluso risponde ai requisiti di licenza di Ubuntu; usano quindi una licenza libera approvata dalla Free Software Foundation.
Viene garantito il supporto tecnico e gli aggiornamenti di sicurezza per tutto il periodo di supporto della versione.
Il componente Main può comunque contenere firmware e font, utilizzati dai software liberi di Main, che non possono essere modificati senza il permesso dei loro autori.
Viene comunque garantita la redistribuzione di ciò che è compreso in Main.

### Restricted
Nel componente sono presenti programmi e funzionalità molto usate ma non disponibili con una licenza pienamente libera.
Nella maggior parte dei casi si tratta di software proprietario, come i driver per schede video o per altro tipo di hardware.
Il team di sviluppo può non fornire un pieno supporto data l'assenza del codice sorgente.

### Universe
Questo componente include la maggior parte dei programmi liberi in circolazione, con diversi tipi di licenza, che però non viene supportato direttamente dal team di Kubuntu.
Lo scopo di questo componente è fornire un facile accesso al software libero senza costringere l'utente a eseguire ricerche su Internet o compilare il codice sorgente.
Se un programma trova gradimento presso l'utenza il team può decidere di spostarlo e supportarlo nel componente Main nella versione successiva di Ubuntu.

### Multiverse
Componente che raccoglie software non libero, detto non-free, come il plugin per Adobe Flash o il supporto MP3, che non viene supportato dal team di sviluppo.
Dato che questi plugin sono sviluppati senza il regolare pagamento delle licenze dei produttori che detengono i diritti dei relativi formati (come nel caso del plugin mp3, che viene sviluppato gratuitamente, violando quindi la licenza commerciale Fraunhofer sul formato mp3), all'installazione di uno di tali plugin l'utente viene avvisato dell'eventualità che la legislazione del proprio paese possa proibire l'uso di tale software, in quanto formalmente illegale causa violazione di licenze proprietarie.
Non esistono immagini iso ufficiali già provviste dei componenti non liberi, quindi usando i dischi masterizzati in modalità live non sarà possibile riprodurre i file multimediali che richiedono tali codec, e la visualizzazione dei siti web mancherà della visualizzazione delle parti in Flash.

## Versioni

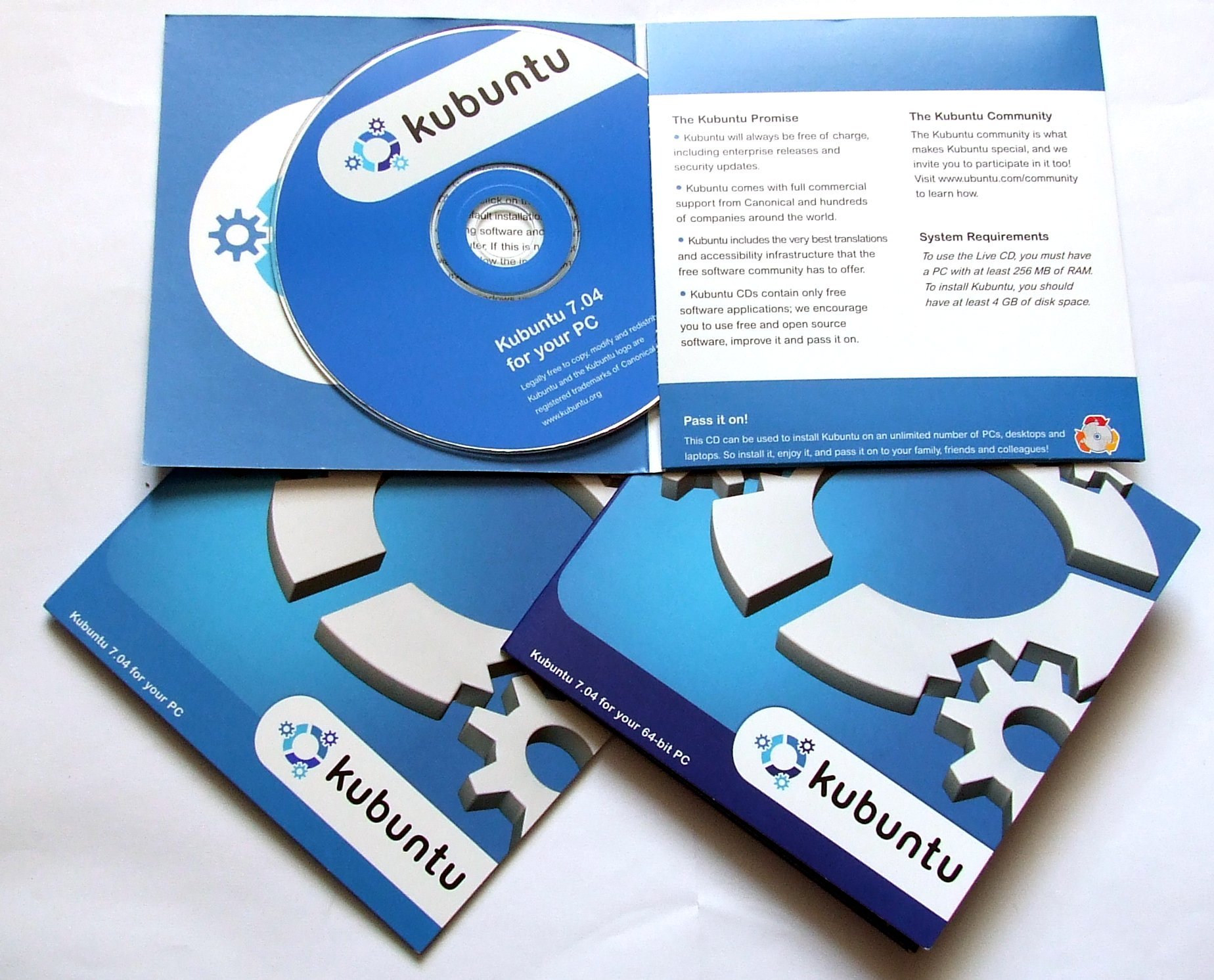
Kubuntu Feisty Fawn

### Hoary Hedgehog
La prima versione di Kubuntu, la 5.04, è stata pubblicata l'8 aprile 2005. Chiamata "Hoary Hedgehog" ("Riccio Veterano"), include KDE 3.4 e una selezione dei programmi più utili per KDE, come: amaroK, Kaffeine e Gwenview.

### Breezy Badger
"Breezy Badger" ("Tasso Arioso") è il nome in codice della versione 5.10, che comprende KDE 3.4.3.
È stata distribuita il 13 ottobre 2005. Alcune delle novità di questa versione sono: Adept, KDE System Settings, Guidance Configuration Tools, KDE Bluetooth Framework, Katapult, OpenOffice.org 2, GStreamer, Krita, KOffice 1.4, Kexi, X.Org 6.8.2, kernel Linux 2.6.12.6, supporto ai PowerPC a 64-bit,

### Dapper Drake
La versione denominata "Dapper Drake" ("Papero Signorile") è diventata ufficiale il 1º giugno 2006. Le novità di questa release includono l'ambiente desktop KDE 3.5.2 e amaroK 1.3.9 per la gestione dei file musicali. Novità interessanti di quest'ultima release sono anche il modulo di configurazione per la rete e Kerry, l'interfaccia per KDE del tool di ricerca Beagle.

### Edgy Eft
Questa è la versione 6.10 di Ubuntu (nome in codice: "Tritone Tagliente") ed è stata distribuita il 26 ottobre 2006. Le novità di questa release includono l'ambiente desktop KDE 3.5.5 e il nuovo sistema di avvio Upstart. Tra le modifiche minori, il nuovo Usplash all'avvio, una nuova veste grafica con una migliorata leggibilità dei caratteri e l'inclusione di OpenOffice.org 2.0.4.

### Feisty Fawn
La versione 7.04 (nome in codice: "Cerbiatto Esuberante") è stata distribuita il 19 aprile 2007. La novità principale di questa release è l'ambiente desktop KDE 3.5.6. Tra le modifiche minori, il nuovo Usplash all'avvio, una nuova veste grafica, una nuova versione di Adept, OpenOffice.org 2.2, K3b 1.0 e KNetworkManager, il gestore delle reti di KDE.

### Gutsy Gibbon
La versione 7.10 di Kubuntu denominata Gutsy Gibbon ("Gibbone Coraggioso") è stata distribuita il 18 ottobre 2007 e presenta ulteriori novità rispetto alla 7.04: KDE 3.5.8 (penultima versione della serie 3, prima della distribuzione di KDE 4 avvenuto l'11 gennaio 2008) e maggior supporto hardware grazie al nuovissimo kernel 2.6.22. Questa versione in particolare, amplia la compatibilità con moltissime schede wi-fi, schede video e schede audio.

### Hardy Heron

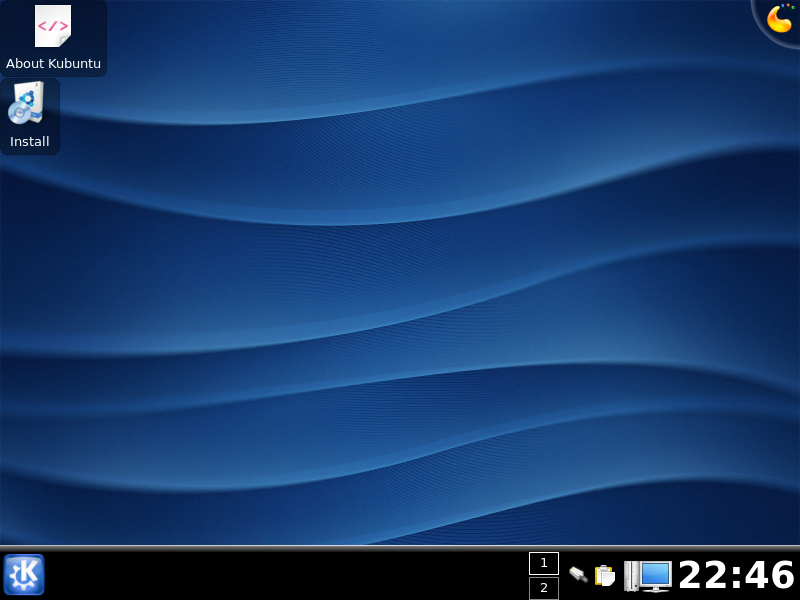
Kubuntu 8.04 con KDE 4

La versione 8.04 ("Airone Ardito") è stata distribuita il 24 aprile 2008. Questa versione si è fatta subito notare per essere stata distribuita in due versioni, una comprendendo ancora il ramo di KDE 3.5 ritenuto ancora più stabile di KDE 4, l'altra versione include già KDE 4 precisamente la 4.0.1 tuttavia già dagli stessi sviluppatori, questa versione è ritenuta "limitata" anche perché la versione inclusa sebbene sia comunque più "matura" della 4.0, non è assolutamente paragonabile a KDE 3.5.9. Proprio per questo motivo si è scelto di non rendere Kubuntu 8.04 una versione LTS (Long Term Support) e cioè una versione a "lungo supporto"  a differenza della "sorella" Ubuntu che è una versione LTS. Tra le principali novità di questa versione ci sono:
- Un aspetto grafico modificato e cambiato, puntando sempre sul ormai confermato tema "Crystal" che raggiunge la versione 1.0.5 (distribuito l'11 marzo 2008). Con questa versione, rispetto alla precedente, si nota subito un colore più acceso della barra del titolo delle finestre, i pulsanti chiudi, ripristina, minimizza hanno un aspetto più integrato nella barra. Con questo cambia anche aspetto la barra di scorrimento e l'aspetto dei caratteri delle finestre;
- Vengono aggiunti strumenti di utilità come il gestore driver con restrizioni per installare i driver di periferiche non supportate dalla prima installazione come schede video, audio, ecc. È stato anche incluso un programma per rendere semplice l'installazione di effetti visivi come il rinomato Compiz;

Questa versione si differenzia dalle precedenti per aver fatto un grande passo avanti nel riconoscimento e gestione delle periferiche, per stabilità e per rendere ancora più semplice il suo utilizzo.
Importante da sottolineare è che questa versione è la prima a includere nel CD di installazione il programma Wubi che consente ad un utente Microsoft Windows di installare Kubuntu come un normalissimo programma all'interno di Windows, sfruttando un disco rigido virtuale e senza bisogno di creare partizioni e modificare il disco fisso (il resto del sistema è comunque eseguito normalmente). Ovviamente i tempi di accesso al disco saranno maggiori rispetto a quelli di un'installazione su una partizione inoltre non può essere supportata l'ibernazione del sistema. I requisiti sono 256 MB di RAM, 5 GB di spazio libero sulla partizione di Windows ed avere una versione di Windows tra: Windows 98, ME, 2000, XP, Vista.

### Intrepid Ibex
Le caratteristiche principali di Intrepid Ibex (Stambecco Intrepido): integra l'ambiente desktop KDE 4.1.2 di default, Kernel 2.6.27, Xserver 1.5, Adept Manager 3, KNetworkManager 0.7, effetti desktop di default KWin, varie integrazioni degli strumenti Kubuntu.

### Jaunty Jackalope
La versione di Kubuntu (comprese Ubuntu e altre versioni derivate) denominata "Jaunty Jackalope" (Lepricorno Vivace) è stata distribuita il 23 aprile 2009, include KDE 4.2 di default. Tra le varie novità ci sono il sostituto di Adept e cioè KPackageKit molto più facile da usare meno esigente in termini di risorse hardware e già integrato con le Qt 4 di KDE, inoltre utilizza il kernel 2.6.28, xorg 1.6 e il nuovo filesystem ext4 anche se quest'ultimo in fase di installazione è opzionale infatti il file system di default rimane per scelta degli sviluppatori Ext3.

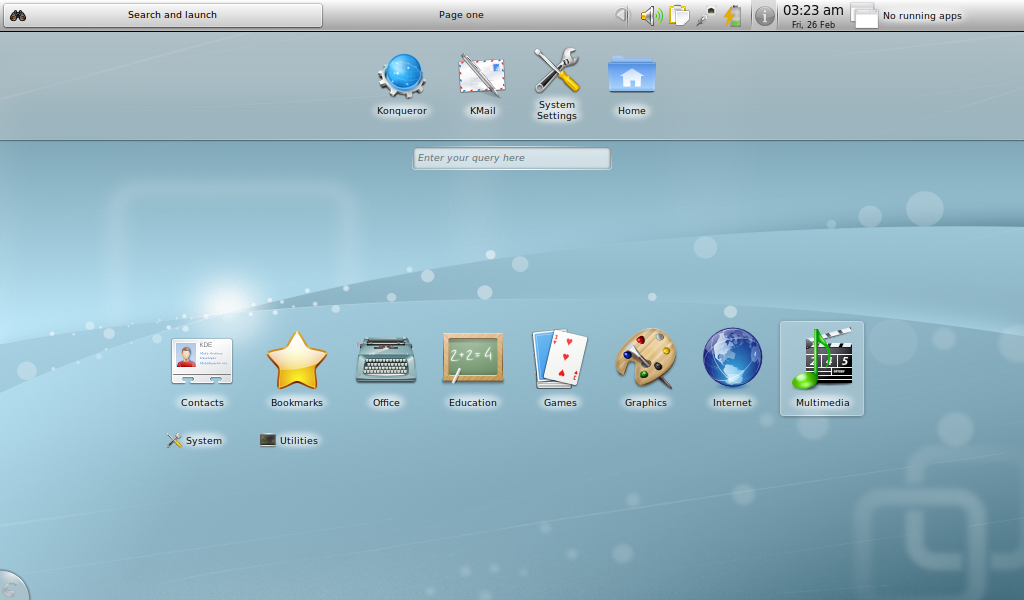
Kubuntu 10.04 Netbook Edition

Per utilizzarla sono necessari almeno 256 Mb di RAM, se si decide di installarla occorrono almeno 4 Gb di spazio sul disco rigido.

### Karmic Koala
Karmic Koala (Koala Carmico) è stata distribuita giovedì 29 ottobre 2009. In dotazione il nuovo kernel nella versione 2.6.30, KDE 4.3.2 e un boot del sistema più rapido.

### Lucid Lynx
Kubuntu 10.04 "Lucid Lynx" ("Lince Lucida") è la prima versione di Kubuntu ad essere una LTS (Long Term Support) che integra KDE 4, ormai arrivato alla versione 4.4.2. Le principali novità sono il nuovo logo, Kubuntu Netbook Remix, Amarok 2.3, una migliorata integrazione delle notifiche, l'installer a slide come in ubuntu 9.10 e l'integrazione dell'interfaccia utente di Firefox in KDE, kernel 2.6.32 e l'introduzione del boot grafico animato plymouth.

### Maverick Meerkat
Rispettando le linee guida di una nuova versione ogni 6 mesi, ad ottobre 2010 è stata distribuita Maverick Meerkat ("Suricato Indipendente").

### Natty Narwhal
Il 28 aprile 2011, dopo 2 versioni beta, è uscita la versione 11.04 di Kubuntu Natty Narwhal ("Narvalo Elegante").

### Oneiric Ocelot
Il 13 ottobre 2011 è stata distribuita la versione 11.10 di Kubuntu Oneric Ocelot ("Ocelotto Onirico"), che potrebbe essere l'ultima versione "derivata ufficiale" di Kubuntu.

### Precise Pangolin
distribuita il 26 aprile 2012, kubuntu 12.04 LTS (supporto di 5 anni per versione desktop e server) è l'ultima versione ufficialmente supportata da Canonical.
Include KDE 4.8.2, il kernel Linux 3.2, Amarok 2.5 e il browser Rekonq.

### Trusty Tahr
distribuita il 17 aprile 2014, kubuntu 14.04 LTS avrà il supporto di 5 anni per versione desktop e server.
Include KDE 4.13.0, il kernel Linux 3.13, Amarok 2.8, il Software Center Muon Discover 2.2, e da questa versione il browser preinstallato è Firefox.

### Vivid Vervet
Distribuita il 23 aprile 2015, è basata su ubuntu 15.04. Porta il nuovo sistema di avvio systemd, il plasma 5 e tutte le app di KDE aggiornate

## Differenze da Ubuntu
| Software           | Ubuntu                 | Kubuntu              |
| ------------------ | ---------------------- | -------------------- |
| Kernel & Core      | Ubuntu Kernel & Core   | Ubuntu Kernel & Core |
| Sistema grafico    | X.Org / Wayland        | X.Org / Wayland      |
| Window manager     | Mutter                 | KWin                 |
| Multimedia         | GStreamer              | GStreamer            |
| Audio              | PipeWire               | PipeWire             |
| Desktop            | Gnome                  | Plasma               |
| Toolkit primario   | GTK+                   | Qt                   |
| Gestione pacchetti | Ubuntu Software Center | Plasma Discover      |
| Browser            | Firefox                | Firefox              |
| Ufficio            | LibreOffice            | LibreOffice          |
| Email & PIM        | Thunderbird            | Thunderbird          |
| Legenda            |                        |                      |
| Verde              | In entrambi            | In entrambi          |
| Arancione          | Default in Ubuntu      | Default in Ubuntu    |
| Azzurro            | Default in Kubuntu     | Default in Kubuntu   |

Una tipica installazione di Ubuntu possiede il desktop Gnome con le sue applicazioni (come Ubuntu Software Center), e i suoi strumenti amministrativi sono basati su Gnome/GTK+ (come Synaptic Package Manager). Una tipica installazione di Kubuntu, al contrario, possiede il desktop KDE Plasma con le sue applicazioni native (come Plasma Discover), e i suoi strumenti amministrativi sono basati su KDE/Qt (come Muon).
La tabella a fianco riporta le varie differenze tra i due sistemi operativi.
Comunque queste sono solo le impostazioni predefinite dell'installazione. Per esempio, si può installare Ubuntu e successivamente KDE, oppure installare su di essa il metapacchetto kubuntu-desktop. In ogni caso, non si è obbligati a usare una singola raccolta di applicazioni, ma si può avere una miscela di diverse applicazioni e preferenze. Gli svantaggi di far ciò sono un maggior spazio occupato in memoria e sul filesystem dovuto alle diverse librerie (GTK/Qt), che però è pressoché trascurabile sui computer moderni, e la differente impronta estetica delle due soluzioni.

## Requisiti di sistema
|              | Computer desktop | Computer desktop         |
| Minimo       | Consigliato      |                          |
| ------------ | ---------------- | ------------------------ |
| Processore   | 1,5 GHz (x86)    | 2 GHz dual core (x86_64) |
| Memoria RAM  | 1 GB             | 4 GB                     |
| Disco rigido | 5 GB             | 25 GB                    |
| Scheda video | VGA 1024x768     | VGA 1024x768             |

Kubuntu, dall'ottobre 2018, supporta solamente le architetture AMD64. Per questo tipo di processori, si consiglia di installare una quantità di memoria RAM pari almeno a 8 GB (o superiore).
I requisiti minimi di sistema per un'installazione su computer desktop sono: processore x86 da 1,5 GHz, 1 GB di RAM, 5 GB di disco fisso, scheda video con risoluzione 1024x768 px e lettore CD/DVD o porta USB.
I requisiti minimi per un'installazione su netbook sono: processore Intel Atom da 1.6 GHz, 1 GB di memoria RAM, 4 GB di disco fisso e scheda video con risoluzione 1024x600 px con supporto per effetti grafici.

## Galleria d'immagini

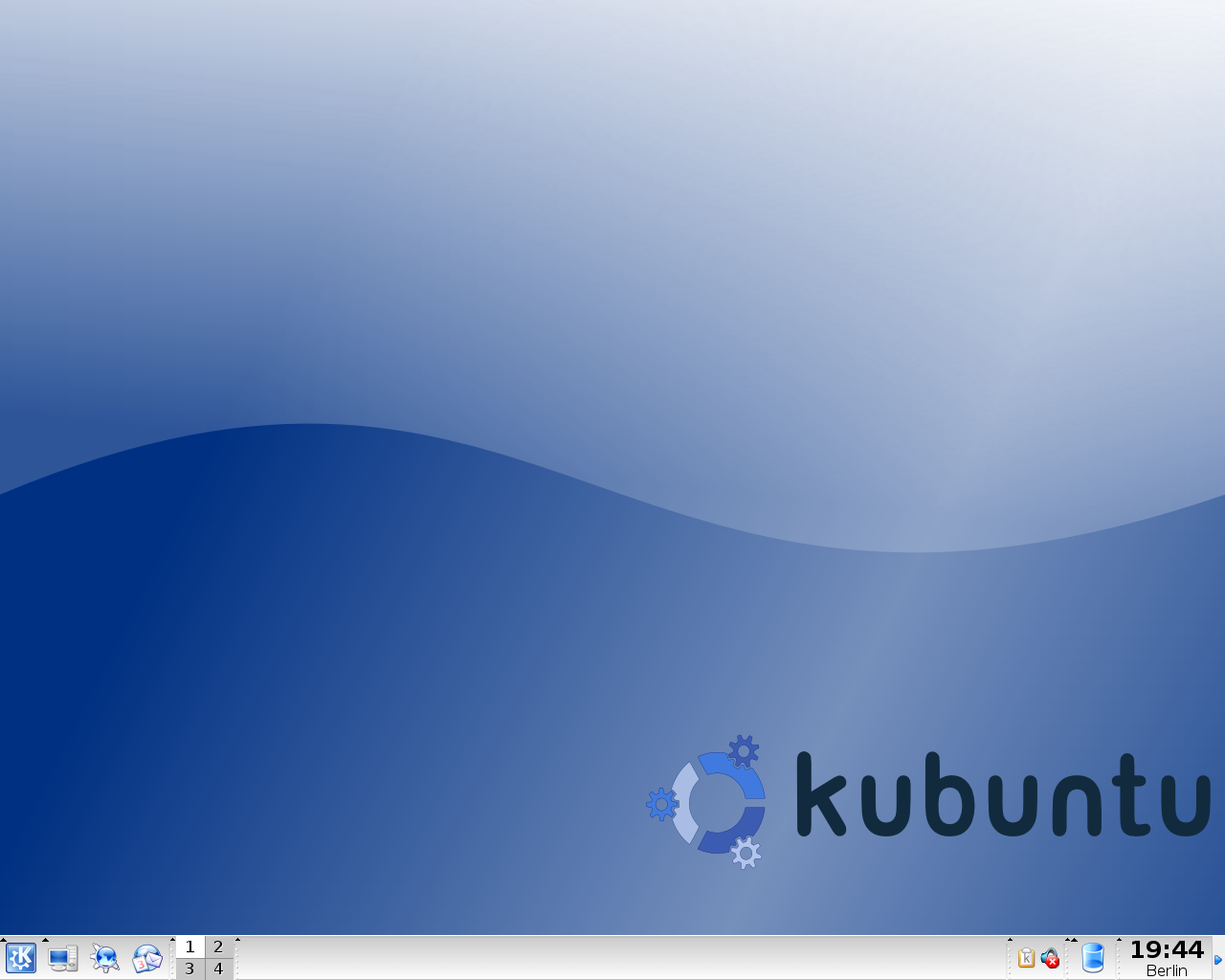
Kubuntu 5.04
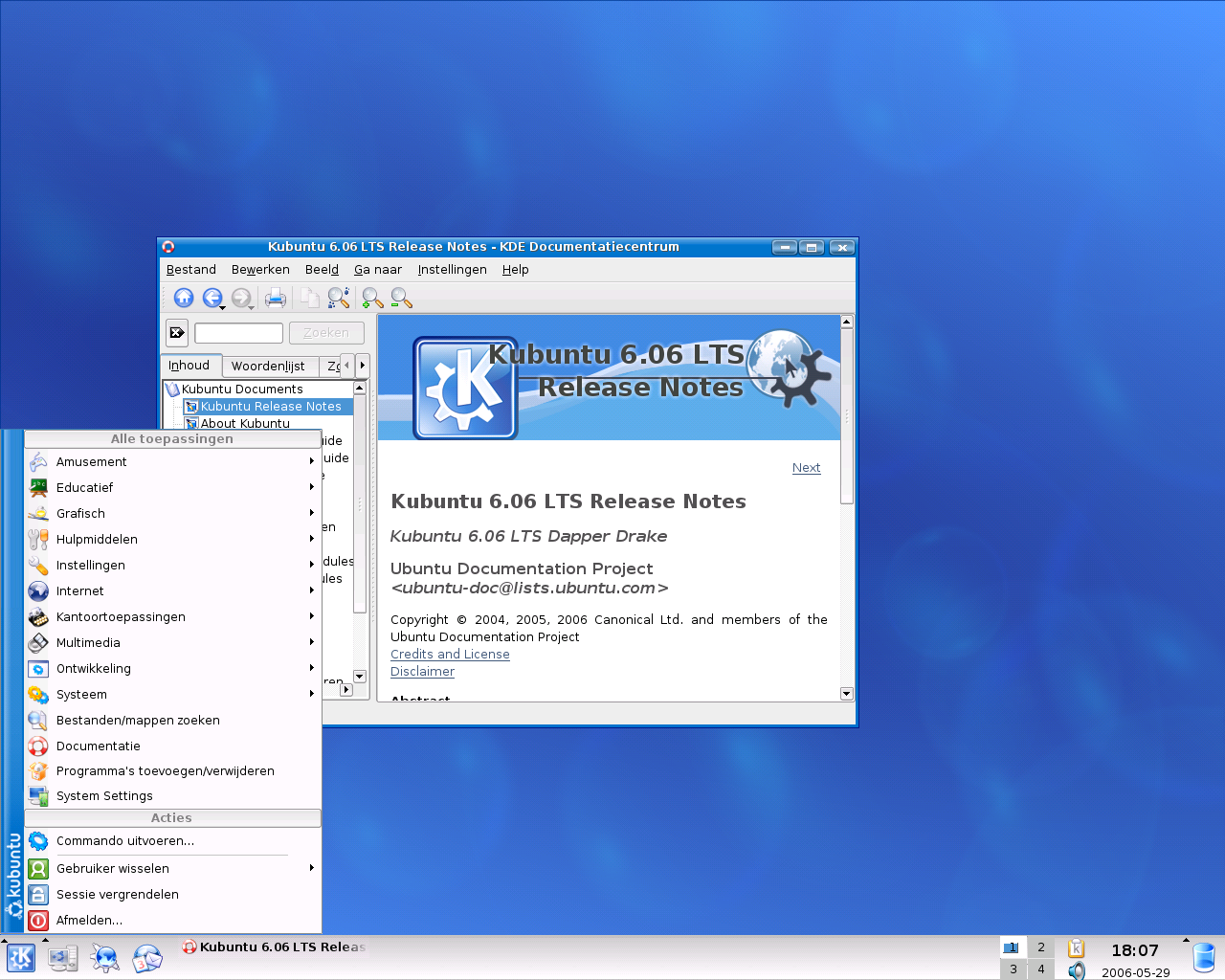
Kubuntu 6.06 LTS
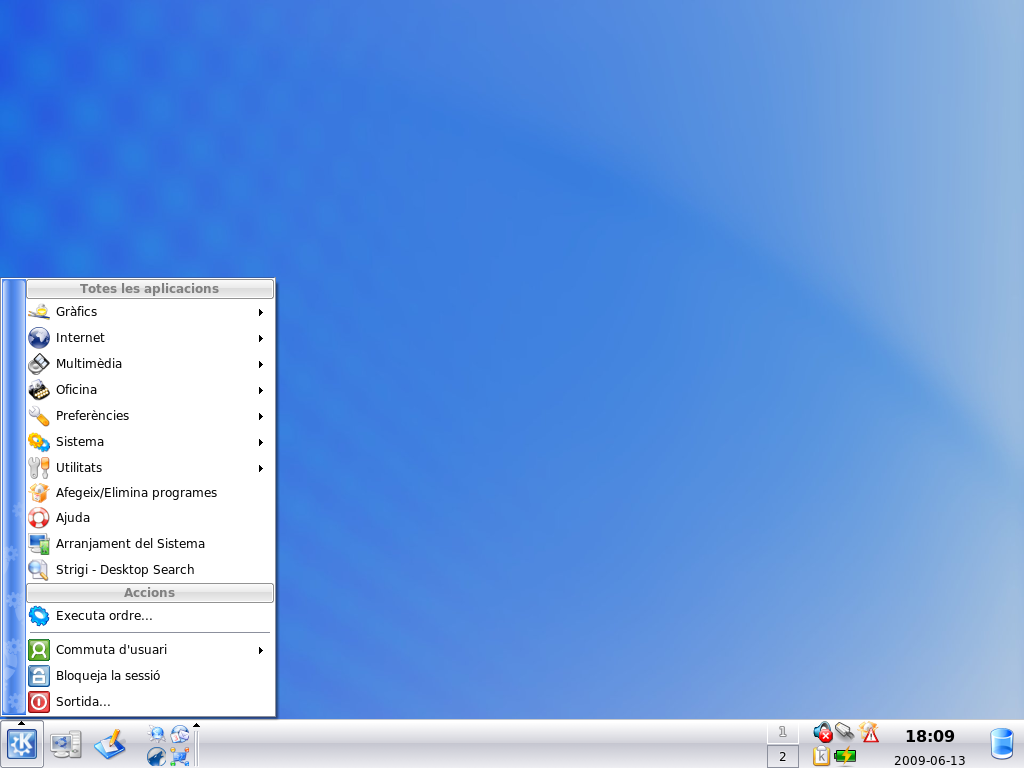
Kubuntu 8.04 (ca)
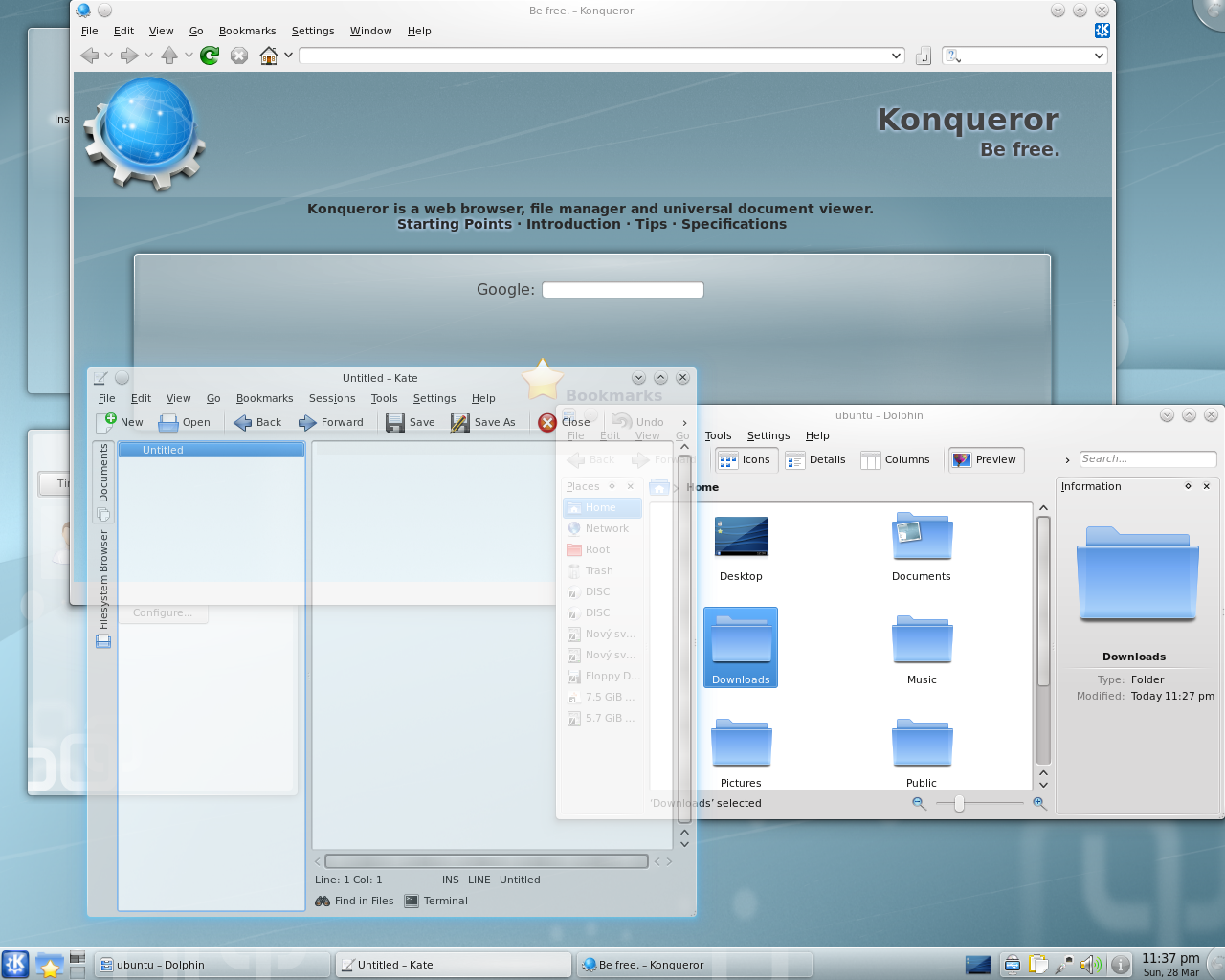
Kubuntu 10.04 LTS
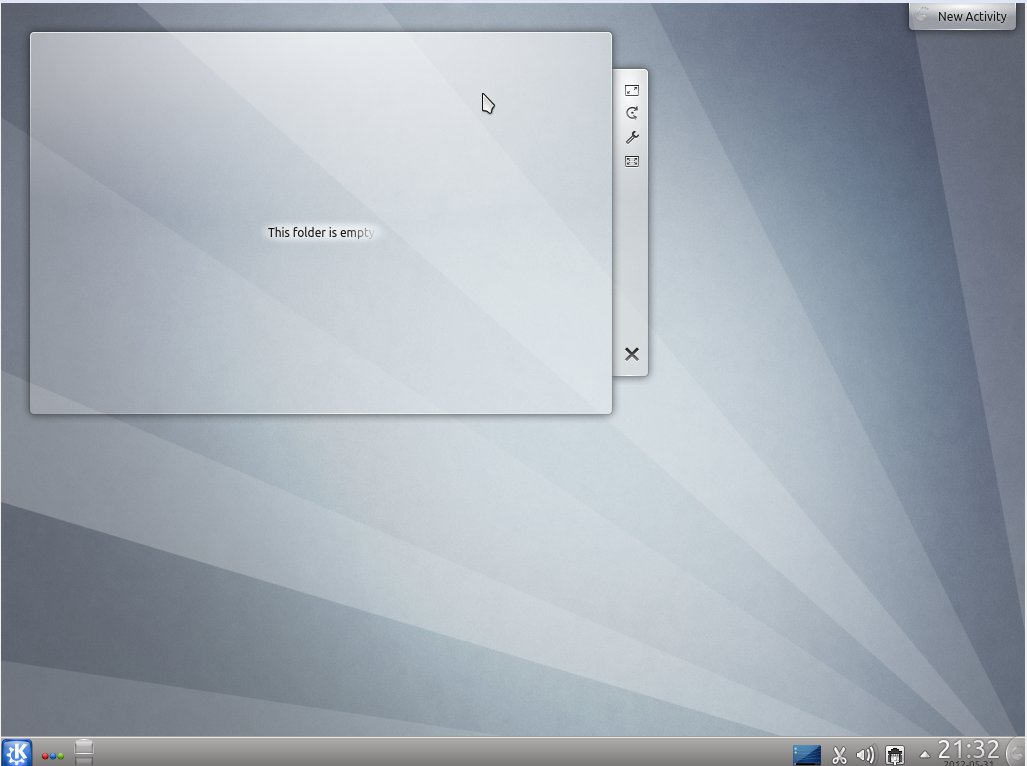
Kubuntu 12.04 LTS
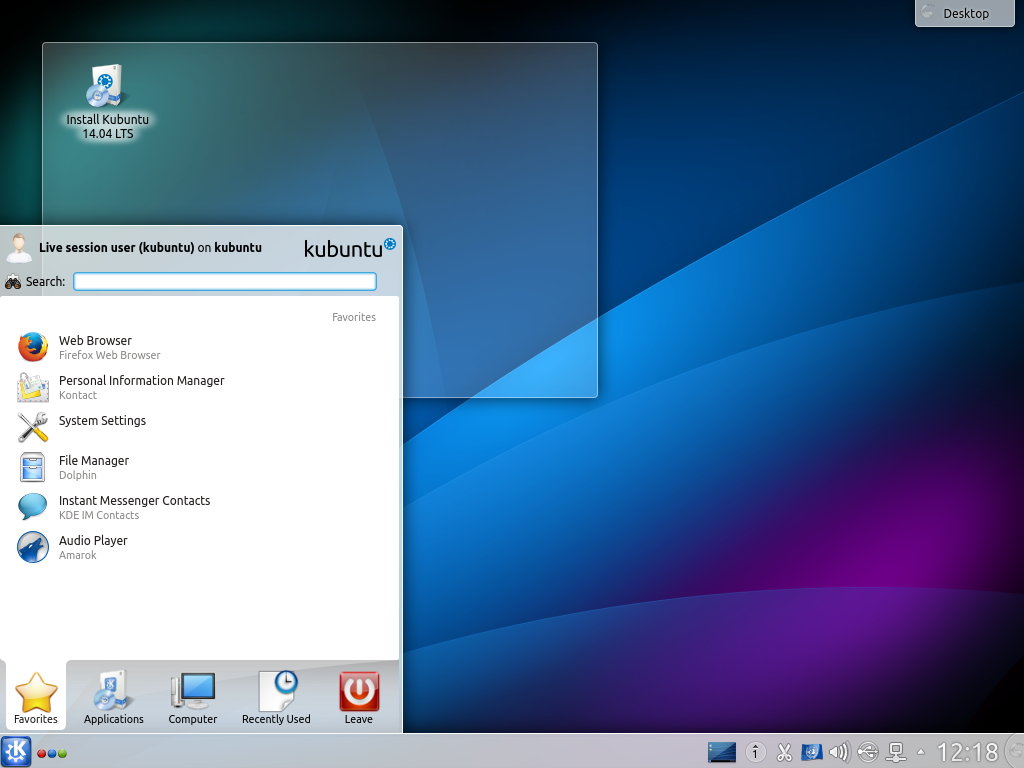
Kubuntu 14.04 LTS
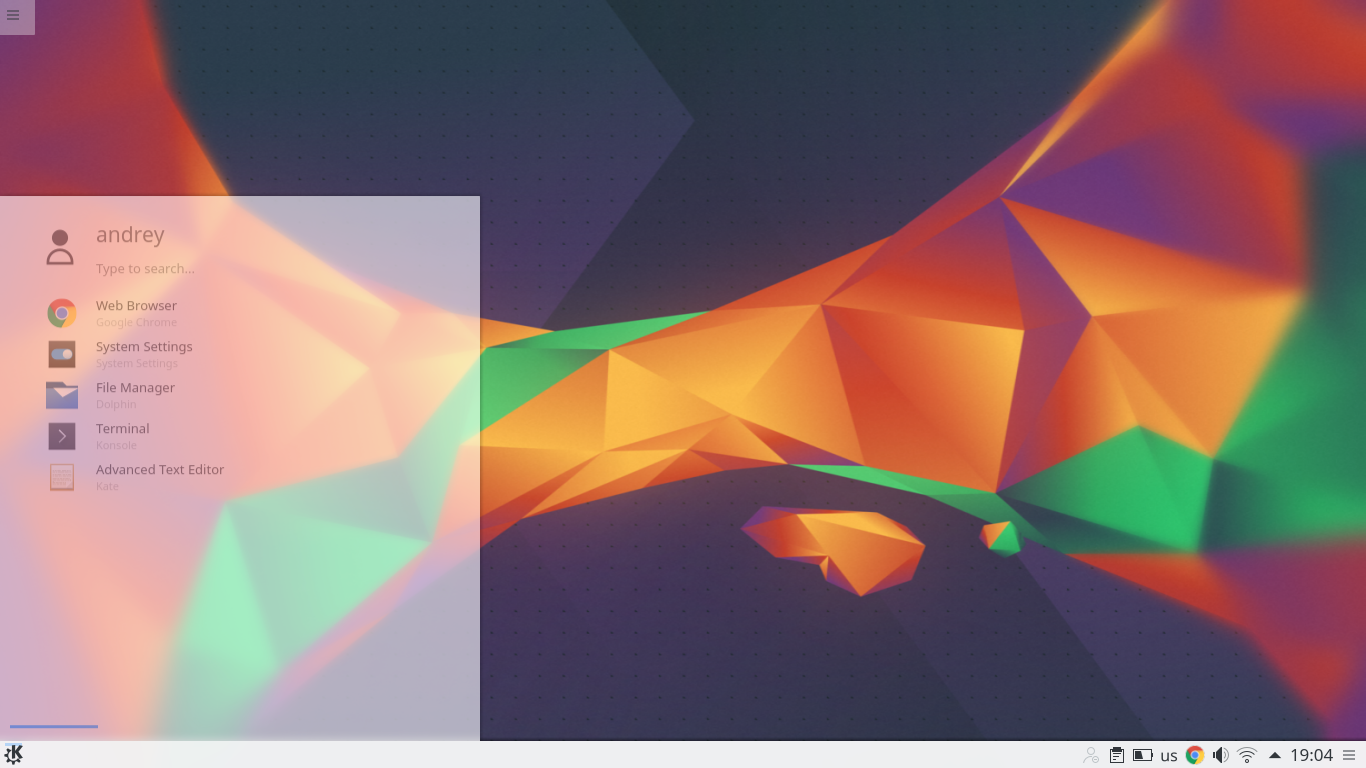
Kubuntu 16.04 LTS
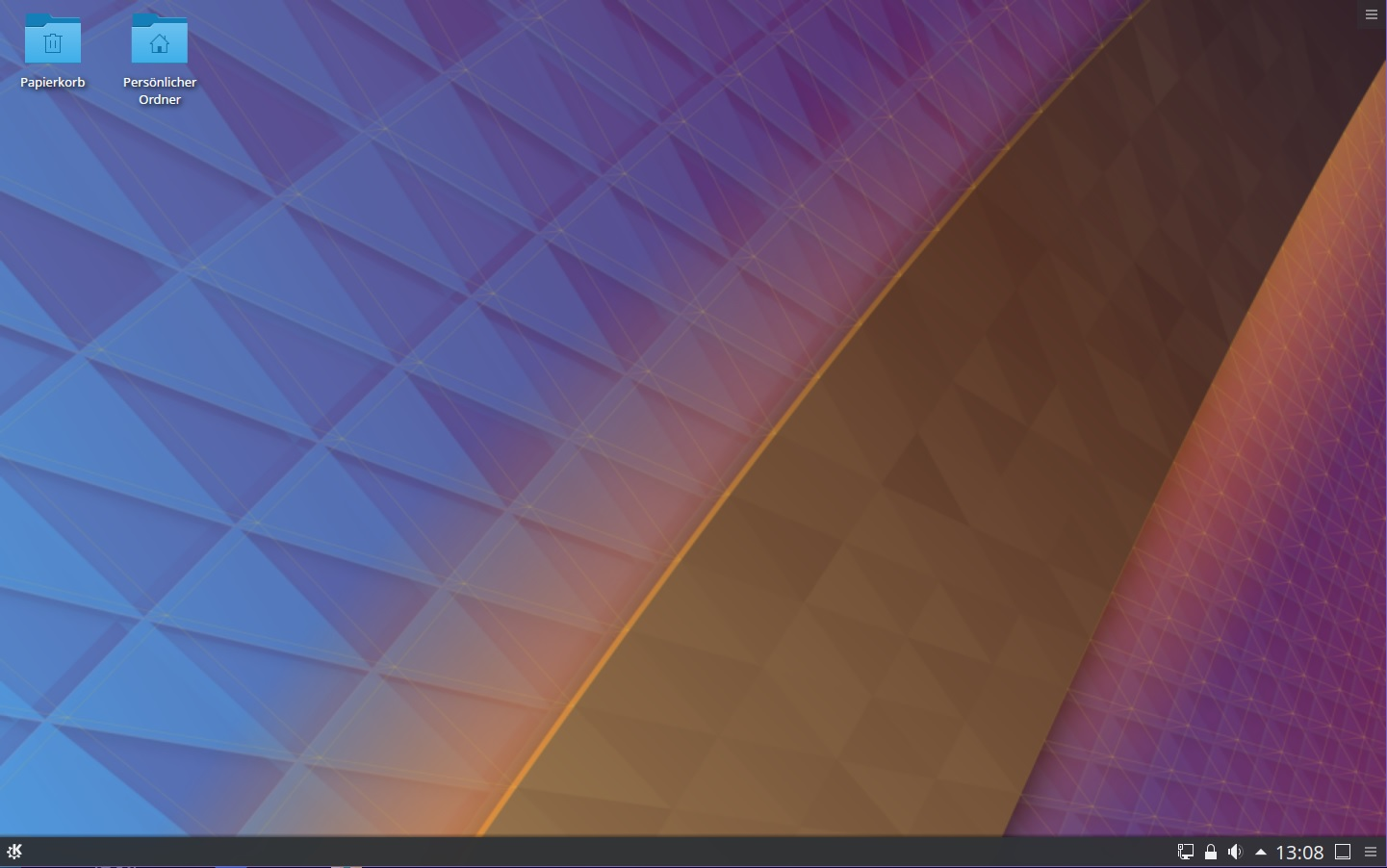
Kubuntu 18.04 LTS
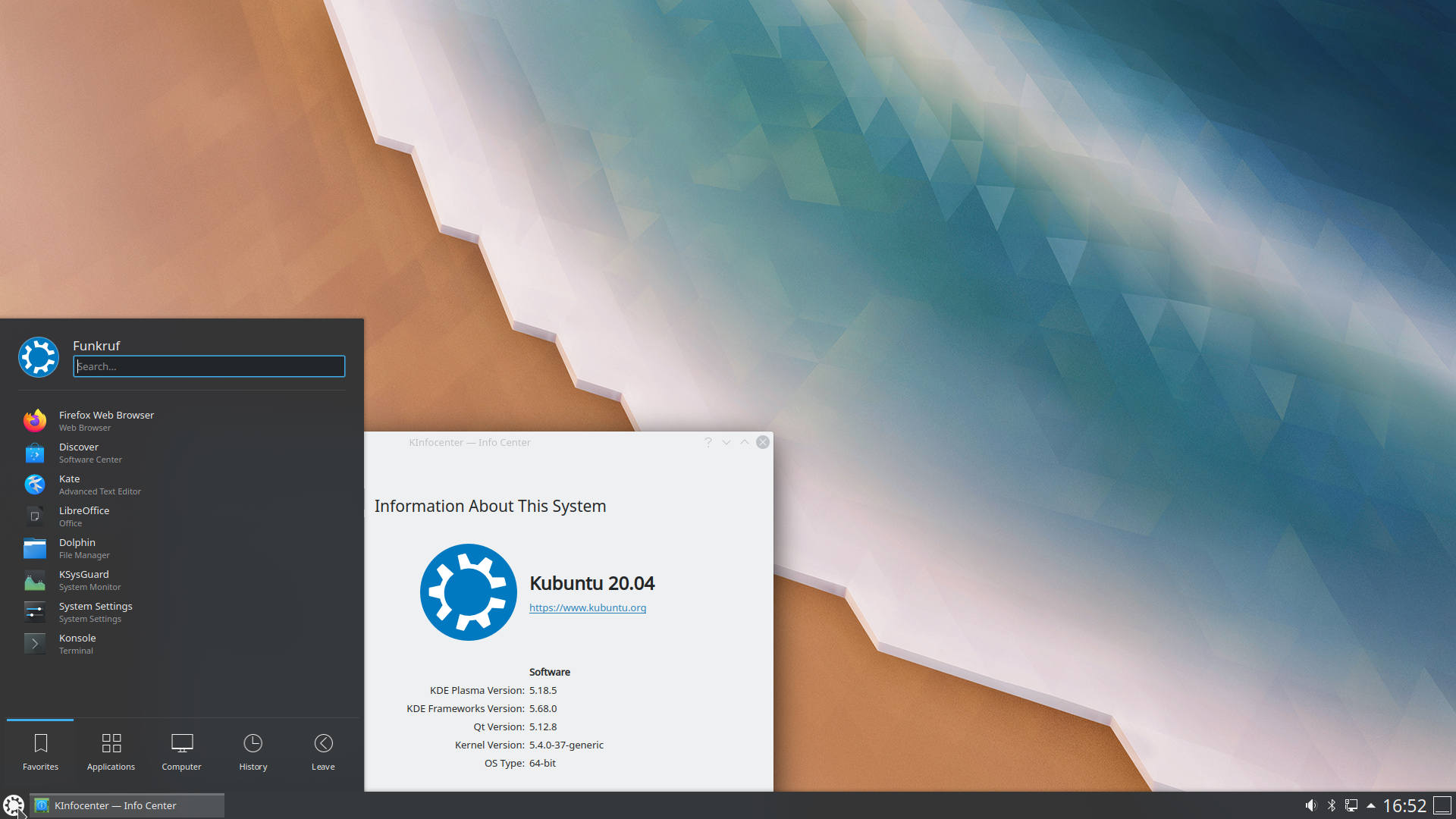
Kubuntu 20.04 LTS
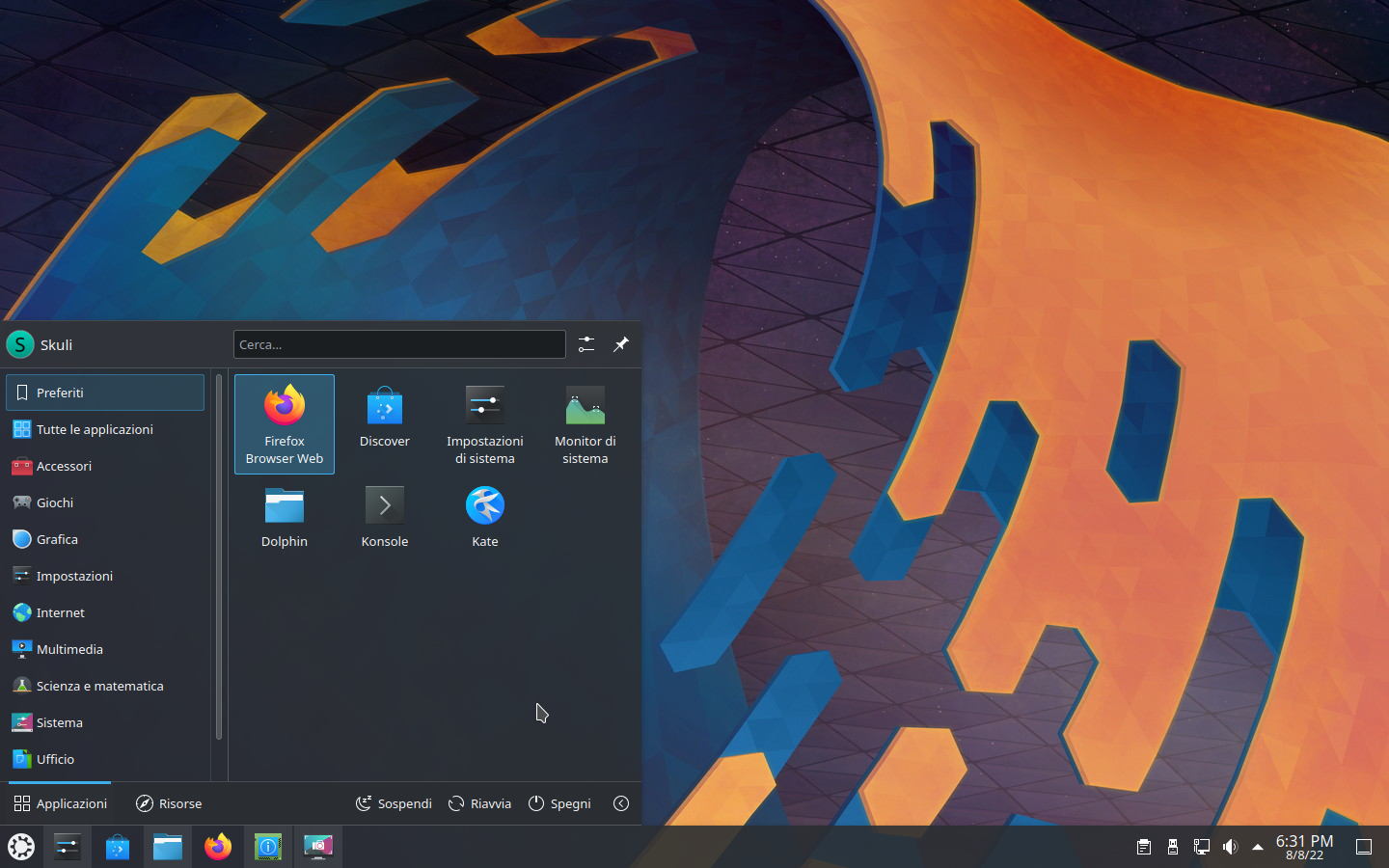
Kubuntu 22.04 LTS (it)
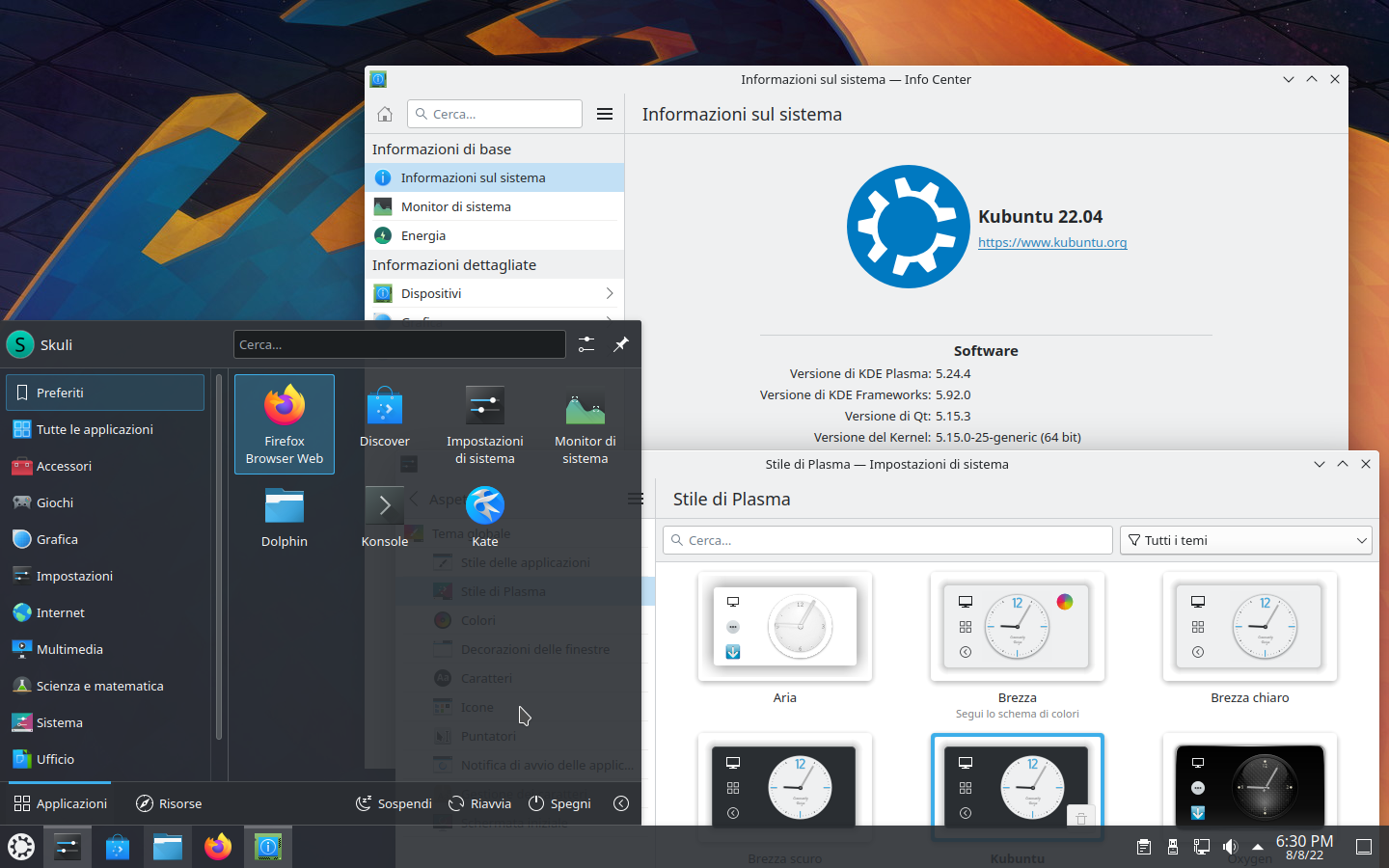
Kubuntu 22.04 LTS (it)